# Villaseco del Pan
Villaseco del Pan község Spanyolországban,  Zamora tartományban. Villaseco del Pan Muelas del Pan községgel határos. Lakosainak száma 207 fő (2024).

## Népesség
A település népessége az utóbbi években az alábbiak szerint változott:
| Lakosok száma | 316  | 276  | 256  | 269  | 249  | 248  | 235  | 231  | 222  | 207  |
|               | 2001 | 2004 | 2007 | 2009 | 2012 | 2014 | 2017 | 2019 | 2022 | 2024 |